# Кутмичевица
Кутмичевица, наричана също Деволски комитат, е историческа област в Югоизточна Европа по време на Средновековието.
Точните граници на областта не са известни, но вероятно в тях попадат западномакедонските езера (Преспанското и Охридското) и територията на запад от тях до Адриатическо море в днешна южна Албания. Потвърждение за това е миналото на единствения действащ манастир на Албанската православна църква – Арденица. Според някои изследователи, на изток границите на областта достигат до река Вардар.
През IX-XI век е в границите на Първото българско царство.
Около 886 г. българският княз Борис I изпраща Климент Охридски в областта като учител и проповедник със специални привилегии и назначава Домета за неин управител.
Южната част на областта, досами Превеза с Воница, е известна с името на Вагенетия. Тя е интегрирана политически в рамките на Първата българска държава при управлението на Симеон Велики.